# Шутценбергер, Луи Фредерик
Луи-Фредерик Шутценбергер (фр. Louis-Frédéric Schützenberger; 8 сентября 1825, Страсбург — 17 апреля 1903, Страсбург) — французский художник.

## Биография

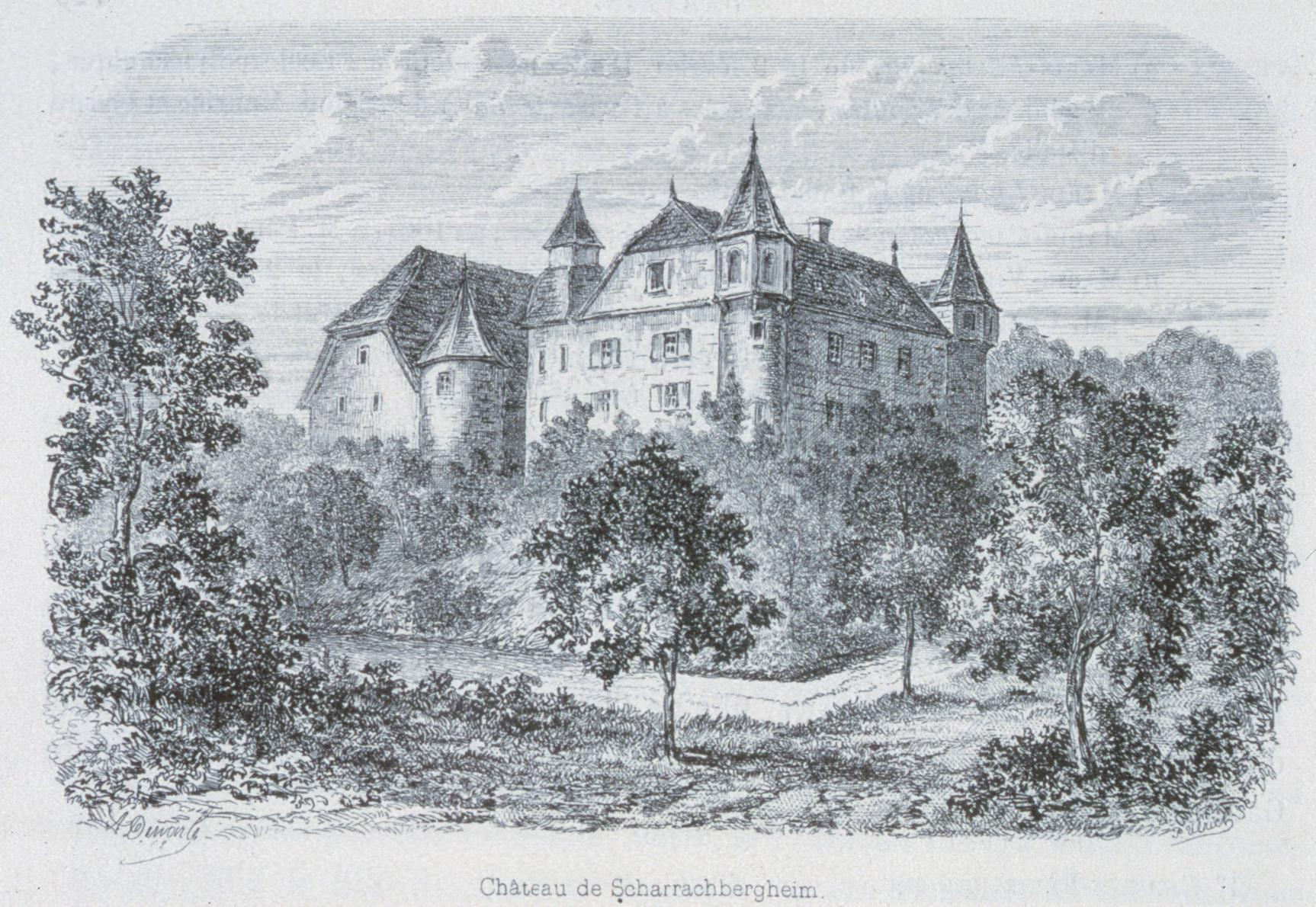
Замок Шаррашбергайм

Родился в семье известных эльзасских пивоваров, в городе Страсбург. Он был учеником Поля Делароша и Шарля Глейра в Школе изящных искусств в Париже. Кавалер Ордена Почётного легиона с 1870 года.
Между 1870 и 1885 годом он был владельцем замка Шаррашбергайм (фр. Scharrachbergheim), в котором он обустроил свою студию на первом этаже.
Художник Рене-Поль Шутценбергер (1860—1916) был его двоюродным племянником от его брата Поля Шутценбергера.

## Творчество
- Охотник трубящий в рог, 1859, Музей изобразительного искусства (Страсбург)
- Портрет мужчины, Музей изобразительного искусства (Страсбург)
- Терпсихора, 1861, Музей Орсе
- Охота кентавров на диких кабанов, 1864, Музей Орсе
- Похищение Европы, 1865, Музей изящных искусств, Аррас
- Портрет Мелани Шутценбергер, (тётя художника), около 1865, Музей изобразительного искусства (Страсбург)
- Портрет Th. Berger, Музей изобразительного искусства (Страсбург)
- Встреча Цезаря и Ариовиста в Эльзасе, Музей изобразительных искусств в Мюлузе
- Вечер, Музей изобразительных искусств в Мюлуз
- Исход (эльзасской семьи из страны), 1872 , Музей изобразительных искусств в Мюлузе
- Портрет госпожи Паро, 1875, Музей изобразительного искусства (Страсбург)
- Портрет Луи Шутценбергера отца, пивовара в Schiltigheim , 1876, Исторический музей в Страсбурге
- Портрет Госпожи Вебэ-Шлюмбержер, 1881, Музей изобразительного искусства (Страсбург)
- Портрет барона Максимильяна Фредерика Альберта Де Дитриха , 1882, частная коллекция
- Сцена Инквизиции, 1889, частная коллекция
- Портрет мужчины, 1897, Музей изобразительного искусства (Страсбург)
- Женский портрет, 1900, частная коллекция
- Портрет Бингера, Луи-Гюстава, 1900, Музей искусства и истории Луи Санлек
- Женский портрет, Музей изобразительного искусства (Страсбург)
- Воспоминание об Италии — Бегство в Египет , Музей изобразительных искусств в Мюлузе
- Обнажённая женщина, Музей изобразительного искусства (Страсбург)